# Suzanne Levesque
Suzanne G’sell Lévesque (* 20. November 1983 in Luxemburg) ist eine US-amerikanische Künstlerin. Ihre Werke umfassen Zeichnungen, Malereien, Objekte und Installationen. Dabei beschäftigt sie sich hauptsächlich mit der Flüchtigkeit und Verletzlichkeit der menschlichen Existenz. Levesque lebt und arbeitet in New York und Berlin.

## Leben und Werk
Suzanne Levesque studierte Malerei am Maryland Institute College of Art (MICA) in Baltimore, Maryland (USA) im Rahmen eines DAAD-Stipendiums (Deutscher Akademischer Austauschdienst), unter anderem bei Mimi Gross und Raoul Middleman.
Ihr Diplom erhielt sie an der HAW Hamburg mit summa cum laude in Malerei, als Schülerin des israelischen Künstlers Nir Alon.
Levesque machte unter anderem mit Einzelausstellungen im Kunstverein Harburger Bahnhof, der Galerie Schloss Parz und am Mozarteum in Salzburg auf sich aufmerksam.
Im Jahr 2011 erhielt Levesque ein zweijähriges Stipendium vom Künstler zu Gast in Harburg e.V.
2012 gewann sie den Elysee-Preis für Malerei.
2013 wurde ihre Arbeit in einer Künstleredition der Lichtwark-Gesellschaft publiziert. Speziell für diese Arbeit entwickelte Levesque ihre eigene Version eines Glasdruckverfahrens aus dem 19. Jahrhundert.
2016 realisierte sie eine interdisziplinäre Installation in einem ehemaligen Flugzeughangar (Kulturfabrik Hangar 21, Detmold).
2017 stellte Suzanne Levesque als erste internationale Künstlerin und als erste Künstlerin überhaupt im Rahmen des neugeschaffenen Programms "PARZ ONE" in der Galerie Schloss Parz aus.
Levesques Arbeit wurde in zahlreichen Publikationen besprochen und veröffentlicht, darunter Artforum, Die Welt, NDR, ORF oder das Hamburger Abendblatt.

## Einzelausstellungen
- 2012  In Gedenken der Kinder, kuratiert von Alexa Seewald, Medizinhistorisches Museum, Hamburg, Deutschland
- 2012  Mütter und Töchter an der Wand, Kunsthafen 59°, Hamburg, Deutschland
- 2013  Holotypes, Mayr'sches Haus, Hamburg, Deutschland
- 2013  Lichtwark Edition – Suzanne Levesque, Lichtwark Gesellschaft, Hamburg, Deutschland
- 2013  Lullabies, Kunstverein Harburger Bahnhof, Hamburg, Deutschland (Katalog)
- 2014  ATTA GIRL!, Fabrik der Künste, kuratiert von Jens Goethel, Hamburg, Deutschland (Katalog)
- 2015  The Daily Moods of Suzanne Levesque, Herr Beinlich Cont. Fine Art Space, Bielefeld, Deutschland
- 2015  Wunderkind, Mozarteum, Salzburg, Österreich
- 2015  KIDDO, Atelier Xylos, Wien, Österreich (Katalog)
- 2016  Peeping Tom, Atelier Xylos, Wien, Österreich
- 2016  Inzwischen, Kulturfabrik Hangar 21, Detmold, Deutschland
- 2016  Blips and Pings, Galerie Pfundt, Berlin, Deutschland
- 2016  Lollygag, Galerie Goethel, Hamburg, Deutschland
- 2017  Müde bin ich, Galerie Schloss Parz, Österreich
- 2018 Bernhard Heiliger + Suzanne Levesque, Galerie Pfundt, Berlin, Deutschland[12]
- 2018  Snug, Jim Kempner Fine Art, New York, New York
- 2018  Tingle, Museum Macura, Belgrade, Serbien

## Rezeption
Der Kunsthistoriker Ralf Busch beschreibt Levesque's Werk in dem Buch "Lullabies" (Verlag Sautter+Lackmann, Hamburg 2013) als „Erlebte Körperlichkeit.“ und führt weiter aus: „Menschenbilder wurden ihr Thema, vornehmlich der Akt. Dieser aber nicht in Form der klassischen Akademieausbildung, sondern unter eigenen Blickwinkeln. Körperlichkeit bedeutet für sie erst einmal Oberfläche, das Farbspiel auf der Haut in einer ungeahnten Variationsbreite und Wendigkeit. Die Form des Körpers ist Vorwand, nicht eigentlich Anliegen. Also auch kein Portrait, da Gestalt und Gesicht sich vom Vorbild lösen, geradezu ein Eigenleben entwickeln. Das entfalten die Figuren auf der Leinwand zu eigentümlichen Geschichten. Sie sind nicht einfach entkleidete Figuren, vielmehr Spieler in unergründlichen Geschichten. (…) Ihre Figuren setzt sie nicht in Räume, diese fehlen gänzlich. Das wird durch neutrale, mehr oder weniger graue Hintergründe betont. Räumlichkeit entsteht allein durch die Körperlichkeit ihrer Figuren. (…) Ganz und gar nicht rätselhaft blicken wir auf diese, in einer entfremdeten und dennoch dargestellten Natürlichkeit. Dabei ist der Körper nicht mehr entblößt als notwendig, also längst Akt nicht im herkömmlichen Sinn.“
Der Kunstkritiker und Journalist Hajo Schiff (u. a. Kunstforum international, Kunstzeitung, taz) schreibt über Levesque: „Das etwas distanzierte Beobachten von in den Körper eingeschriebenen Symptomen hat etwas vom ersten Blick eines Arztes, der die da zum Ausdruck kommenden Befindlichkeiten noch klären will. In der Tat steht das noch uninteressierte „machen Sie sich schon mal frei…!“ auch am Anfang des forschenden Dialogs zwischen Maler und Modell. (…) Doch wie schon bei den großen Künstlern der Renaissance bedeutet das keineswegs eine nur negative Aufladung dieser Bilder. Sie sind auf eine entfernt barocke Weise dem Leben so zugewandt, wie es sich eben in den Körpern spiegeln kann: Sie zeigen den Menschen notwendig ambivalent, mit Leid und Lust.“ (aus ATTA GIRL!, Hamburg 2014)